# بيينسيرفيدا
بلدية بيينسيرفيدا (بالإسبانية: Bienservida) هي بلدية تقع في مقاطعة البسيط التابعة لمنطقة كاستيا لا مانتشا وسط إسبانيا.

## الديموغرافيا
بلغ عدد سكان بلدية بيينسيرفيدا 729 نسمة عام 2011 (وفقاً للمعهد الوطني الإسباني للإحصاء).
| 952 | 907 | 858 | 786 | 766 | 742 | 729 |